# Gåstjärnen (Los socken, Hälsingland, 685057-144555)
Gåstjärnen är en sjö i Ljusdals kommun i Hälsingland och ingår i Ljusnans huvudavrinningsområde.